# ジョン・アクトン

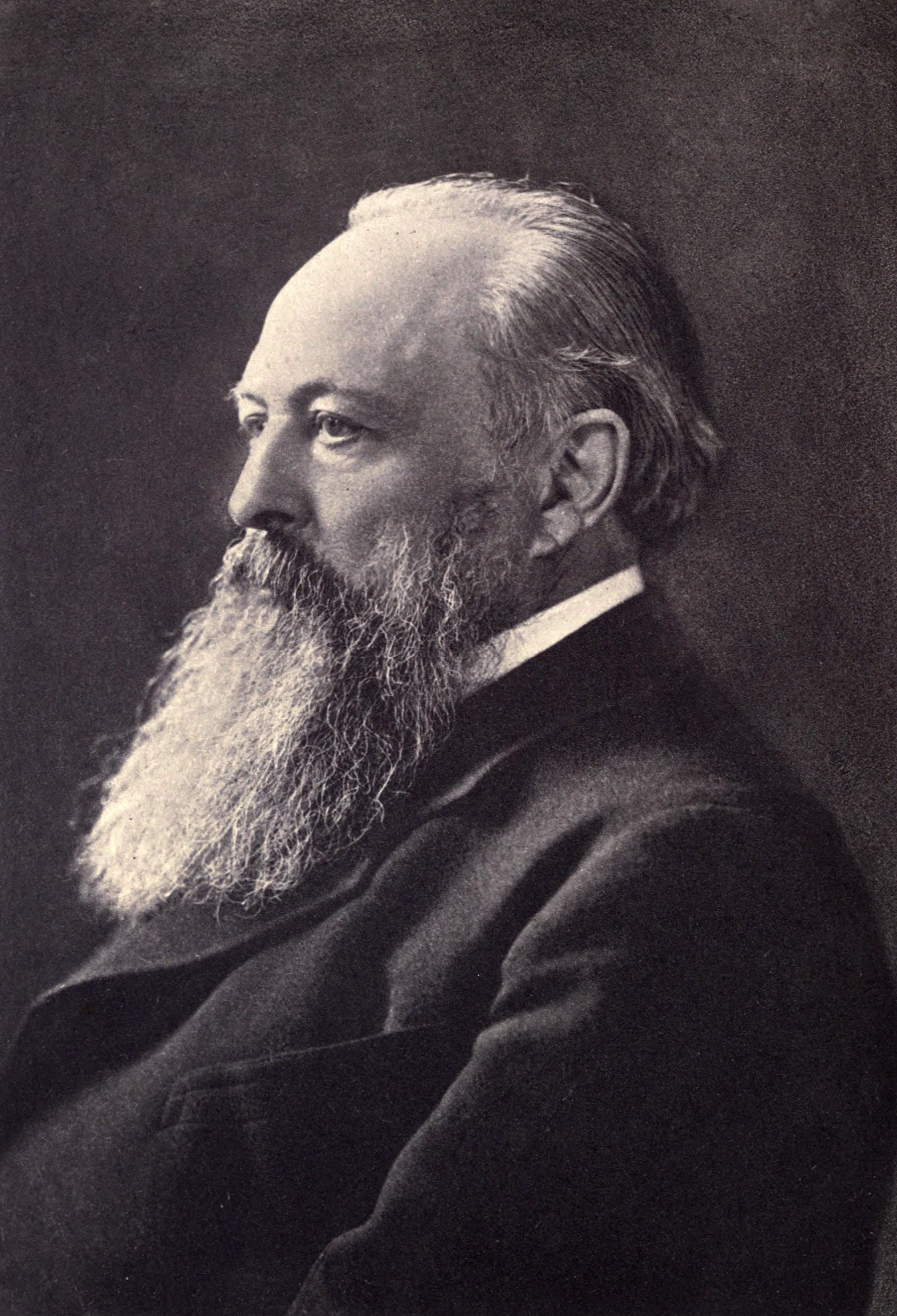
ジョン・アクトン

初代アクトン男爵、ジョン・エメリク・エドワード・ダルバーグ＝アクトン（英: John Emerich Edward Dalberg-Acton, 1st Baron Acton、1834年1月10日 - 1902年6月19日）はイギリスの歴史家・思想家・政治家。アクトン卿（Lord Acton）と呼ばれることが多い。
主著に『自由の歴史』『フランス革命講義』がある。「権力は腐敗の傾向がある。絶対的権力は絶対的に腐敗する」の格言が有名である。

## 略歴
イタリアのナポリに生まれる。祖父はナポリの海軍提督・首相を歴任したジョン・アクトン。父ファーディナンド・ダルバーグ＝アクトンは彼が乳幼児期に亡くなった。母マリー・ルイーズはドイツ出身のフランス外交官エメリッヒ・ヨーゼフ・フォン・ダールベルク公爵の娘。
1842年からオスコット・カレッジにて司祭となる訓練を受け、次いで1848年にエディンバラ・カレッジ（現エディンバラ大学）でギリシア語を学ぶ。更に1850年より7年間、ミュンヘン大学の学生となり、デリンガーのもとで暮らす。
ちなみに、エディンバラ大学を卒業した当初、ケンブリッジ大学のうち3校に出願していたが、カトリック教徒であることを理由に拒否されている。
1855年、アメリカを訪れている。
1857年には英国の永住権を獲得。シュロップシャー州の屋敷に長年暮らすことになる。1859年から1865年まで下院議員を務めたが、議会の空気になじめず、政治活動にはあまり熱心ではなかった。ウィリアム・グラッドストンと親交を結び、その思想に大きな影響を与えた。また、母がグランヴィル卿と再婚したことからホイッグとつながりを持つようになった。1869年に男爵に叙される。晩年はケンブリッジ大学で近代史の教授を務めた。
1888年、母方の従叔母にあたるガリエラ公爵夫人の死後、グロポリ侯爵位を相続した。

## 業績
主著に『自由の歴史』があり、自由主義の研究につとめ、『フランス革命講義』で、フランス革命を批判し続けたエドマンド・バークの哲学を体系的に継承し、その復活を試みた。ルソーとフランス革命を「功利主義」という偽装的な言葉で「現代化」したベンサムの英国型全体主義理論がJ・S・ミルによって社会主義へと発展している事態を憂慮して、バークを用いて反撃に出たのである。ローマ教皇の無謬説を批判した。
「ヨーロッパ最高級の知性」と評されたアクトンは、ライフワークとして、古代ギリシアから近代アメリカにまでおよぶ『自由の歴史』を著わすという壮大な構想を抱いていたが、その夢は実現しなかった。

## アクトン卿の格言（Lord Acton's epigram）
アクトンは、次の格言で有名である。ことわざ扱いされることもある。
- Power tends to corrupt, and absolute power corrupts absolutely.（「権力は腐敗の傾向がある。絶対的権力は絶対的に腐敗する」）[4][5]

この言葉は、1887年4月5日のen:Mandell Creightonへの手紙の中に書かれたものである。この文の後に、アクトンは、「Great men are almost always bad men.（「偉人は殆ど常に悪人である」）」と続けている。

## 著作
- Lectures on Modern History（1906年）
- The History of Freedom and Other Essays（1907年）
- Lectures on the French Revolution（1910年）